# Mesonoemacheilus herrei
Mesonoemacheilus herrei és una espècie de peix de la família dels balitòrids i de l'ordre dels cipriniformes.

## Hàbitat
És un peix d'aigua dolça, demersal i de clima tropical.

## Distribució geogràfica
Es troba a Àsia: els Ghats Occidentals a Kerala (l'Índia).

## Amenaces
Les seues principals amenaces són la construcció de preses i els pesticides emprats a les plantacions de cardamom, te i cafè.